# Ferdinand Anton von Ahlefeldt
Ferdinand Anton Christian Graf von Ahlefeldt (* 9. Mai 1747; † 2. Oktober 1815 in Prag) war ein dänischer Diplomat.

## Leben
Ferdinand Anton von Ahlefeldt war der Sohn des Generals und Kriegsministers Graf Conrad Wilhelm von Ahlefeldt (1707–1791) und dessen Frau Wilhelmine Hedwig geb. von Gram (* 1711). Seine Frau war Maria Theresia geb. Prinzessin von Thurn und Taxis (1755–1823), Tochter des Alexander Ferdinand von Thurn und Taxis (1704–1773). 
Von Ahlefeldt war Oberleutnant in der königlichen Garde zu Fuß und wurde 1765 Kapitän der Infanterie. Im selben Jahr stieg er zum Kapitän des dänischen Leibregiment auf und wurde 1766 Hauptmann der Königlichen Garde. Ab 1768 war er Kammerherr und Hofjägermeister, bis er 1771 Oberstleutnant und Leiter der Königlichen Reiterregiments wurde. 1777 wurde er Ritter des Dannebrog-Ordens und war von 1776 bis 1778 Gesandter in Oldenburg. In der Zeit von 1791 bis 1793 war er Geheimrat in Neapel, danach Botschafter in Berlin (1795) und Gesandter in Dresden (1798–1801). Von Ahlefeldt starb 1815 in Prag, wo auch seine Ehefrau am 4. November 1823 starb.